# Košarkaški klub Zadar
Il  K.K. Zadar è una squadra di pallacanestro croata della città di Zara.

## Storia
Il club nasce nel 1945. Nei primi anni la squadra fu allenata tra gli altri da Enzo Sovitti, Đorđo Zdrilić, Vladimir Đurović.
Il club ha raggiunto le semifinali di Coppa Korac nel 1982 e nel 1986. Il successo più importante del club è stata la conquista della ABA Liga 2002-2003, battendo in finale gli israeliani del Maccabi Tel-Aviv.

## Roster 2022-2023
|    | Naz.                            | Ruolo | Sportivo        | Anno | Alt. | Peso |  |
| -- | ------------------------------- | ----- | --------------- | ---- | ---- | ---- |  |
| 3  | Stati Uniti (bandiera)          | P     | Juan Davis      | 1996 | 203  | 91   |  |
| 6  | Croazia (bandiera)              | AP    | Krševan Klarica | 2003 | 196  | 82   |  |
| 7  | Croazia (bandiera)              | PG    | Antonio Sikirić | 2003 | 196  | 77   |  |
| 9  | Croazia (bandiera)              | AG    | Karlo Žganec    | 1995 | 206  | 102  |  |
| 12 | Bosnia ed Erzegovina (bandiera) | P     | Sani Čampara    | 1999 | 190  | 84   |  |
| 17 | Croazia (bandiera)              | C     | Ivan Njegovan   | 2004 | 210  | 93   |  |
| 19 | Serbia (bandiera)               | G     | Arijan Lakić    | 2000 | 198  | 88   |  |
| 20 | Macedonia del Nord (bandiera)   | G     | Adem Mekić      | 1995 | 197  | 91   |  |
| 24 | Croazia (bandiera)              | G     | Dario Drežnjak  | 1998 | 202  | 84   |  |
| 29 | Croazia (bandiera)              | AP    | Luka Božić      | 1996 | 200  | 84   |  |
| 46 | Croazia (bandiera)              | AP    | Marko Ramljak   | 1993 | 201  | 92   |  |
| 55 | Slovenia (bandiera)             | AG    | Leon Šantelj    | 1995 | 205  | 100  |  |

### Staff tecnico
| Allenatore: | Danijel Jusup             |
| Assistente: | Franko Sterle, Samir Žuža |

## Palmarès

### Titoli nazionali
- YUBA liga: 6

1965, 1967, 1967-68, 1973-74, 1974-75, 1985-86
- Campionato croato: 6

2004-05, 2007-08, 2020-21, 2022-23, 2023-24, 2024-25
- Coppa di Jugoslavia: 1

1970
- Coppa di Croazia: 9

1998, 2000, 2003, 2005, 2006, 2007, 2020, 2021, 2024

### Titoli europei
- Lega Adriatica: 1

2002-03